# Athlétisme à l'Universiade d'été de 2015
Navigation
2013 Édition suivante
Les épreuves d'athlétisme des Universiades d'été de 2015 se déroulent dans l'enceinte du Stade de la Coupe du monde de Gwangju, en Corée du Sud, du 8 au 12 juillet 2015.

## Résultats

### Hommes
| Épreuves | Or                                                                                                   | Argent                                                                        | Bronze                                                                                  |
| --- | --- | ----------------------------------------------------------------------------- | --------------------------------------------------------------------------------------- |
| 100 m | Akani Simbine 9 s 97 (CR, =NR)                                                                       | Kemarley Brown 10 s 12                                                        | Ramil Guliyev 10 s 16                                                                   |
| 200 m | Wilfried Koffi 20 s 41 (SB)                                                                          | Bryce Robinson 20 s 51                                                        | Ramil Guliyev 20 s 59                                                                   |
| 400 m | Luguelín Santos 44 s 91 (SB)                                                                         | Leaname Maotoanong 45 s 63 (PB)                                               | Jan Tesař 45 s 73                                                                       |
| 800 m | Shaquille Walker 1 min 49 s 05                                                                       | Abdelati El Guesse 1 min 49 s 29                                              | Rynardt van Rensburg 1 min 49 s 30                                                      |
| 1 500 m | Aleksey Kharitonov 3 min 39 s 13 (PB)                                                                | Abdelali Razyn 3 min 39 s 20                                                  | Staffan Ek 3 min 39 s 68                                                                |
| 5 000 m | Hayle İbrahimov 13 min 44 s 28                                                                       | Zouhair Talbi 14 min 2 s 26                                                   | Rinas Akmadeev 14 min 5 s 88                                                            |
| 10 000 m | Igor Maksimov 29 min 15 s 30                                                                         | Nicolae Soare 29 min 18 s 71 (PB)                                             | Keisuke Nakatani 29 min 19 s 30                                                         |
| Semi-marathon | Yūsuke Ōgura 1 h 4 min 41 s                                                                          | Tadashi Isshiki 1 h 4 min 52 s                                                | Yuta Takahashi 1 h 5 min 29 s                                                           |
| Semi-marathon par équipes | Japon 3 h 15 min 3 s                                                                                 | Turquie 3 h 26 min 17 s                                                       | Afrique du Sud 3 h 26 min 29 s                                                          |
| 110 m haies | Greggmar Swift 13 s 43                                                                               | Konstantin Shabanov 13 s 57 (SB)                                              | Genta Masuno 13 s 69                                                                    |
| 400 m haies | Thomas Barr 48 s 78                                                                                  | Abdelmalik Lahoulou 48 s 99 (PB)                                              | Ivan Shablyuev 49 s 04 (PB)                                                             |
| 3 000 m steeple | Martin Grau 8 min 31 s 55 (SB)                                                                       | Kaur Kivistik 8 min 32 s 23 (PB)                                              | Yuriy Kloptsov 8 min 33 s 09                                                            |
| 4 × 100 m | Japon Kazuma Ōseto Takuya Nagata Tatsurō Suwa Kōtarō Taniguchi 39 s 08 Yūki Koike (38 s 93 en série) | Pologne Adam Pawlowski Grzegorz Zimniewicz Artur Zaczek Kamil Kryński 39 s 50 | Afrique du Sud Ncincilili Titi Shebatian Trotter Eckhardt Rossouw Akani Simbine 39 s 68 |
| 4 × 400 m | République dominicaine Juander Santos Gustavo Cuesta Máximo Mercedes Luguelín Santos 3 min 5 s 05    | Japon Julian Walsh Nobuya Katō Takamasa Kitagawa Kentarō Satō 3 min 7 s 75    | Pologne Mateusz Zagorski Michał Pietrzak Kamil Gurdak Rafał Omelko 3 min 7 s 77 SB      |
| 20 km marche | Dane Alex Bird-Smith 1 h 21 min 30 s                                                                 | Benjamin Thorne 1 h 21 min 33 s                                               | Daisuke Matsunaga 1 h 22 min 6 s                                                        |
| 20 km marche par équipes | Ukraine 4 h 17 min 44 s                                                                              | Chine 4 h 26 min 10 s                                                         | Russie 4 h 27 min 17 s                                                                  |
| Saut en hauteur | Daniil Tsyplakov 2,31 m                                                                              | Matúš Bubeník 2,28 m                                                          | Hsiang Chun-Hsien 2,28 m NR                                                             |
| Saut à la perche | Nikita Filippov 5,50 m                                                                               | Ilya Mudrov 5,50 m                                                            | Robert Sobera 5,50 m                                                                    |
| Saut en longueur | Pavel Shalin 8,29 m                                                                                  | Vasiliy Kopenkin 8,13 m                                                       | Roelf Pienaar 7,98 m (vf)                                                               |
| Triple saut | Dmitriy Sorokin 17,29 m (PB)                                                                         | Fabrice Zango 16,76 m (PB)                                                    | Xu Xiaolong 16,76 m                                                                     |
| Lancer du poids | Inderjeet Singh 20,27 m                                                                              | Andrei Gag 19,92 m                                                            | Aleksandr Bulanov 19,84 m                                                               |
| Lancer du disque | Philip Milanov 64,15 m                                                                               | Matthew Denny 62,58 m (PB)                                                    | Andrius Gudžius 62,54 m                                                                 |
| Lancer du marteau | Paweł Fajdek 80,05 m                                                                                 | Pavel Bareisha 75,75 m                                                        | Siarhei Kalamoyets 74,68 m                                                              |
| Lancer du javelot | Tanel Laanmäe 81,71 m                                                                                | Huang Shih-Feng 81,27 m                                                       | Zigismunds Sirmais 79,37 m                                                              |
| Décathlon | Thomas Van der Plaetsen 7 952 pts                                                                    | Bastien Auzeil 7 913 pts                                                      | René Stauß 7 791 pts                                                                    |
| Records et Performances - AR : Record continental (area record) - CR : Record des championnats (championship record) - MR : Record du meeting (meet record) - NR : Record national (national record) - OR : Record olympique (olympic record) - PR : Record paralympique (paralympic record) - PB : Record personnel (personal best) - SB : Meilleure performance personnelle de la saison (season's best) - WL : Meilleure performance mondiale de l'année (world leader) - WJR : Record du monde junior (world junior record) - WR : Record du monde (world record) Circonstances et Conditions - DNF : N'a pas terminé (did not finish) - DNS : N'a pas pris le départ (did not start) - DQ : Disqualification (disqualification) - NM : Aucun essai valable enregistré (No Mark) - Q : Qualifié « directement » au prochain tour (ou à la prochaine compétition), lors d'une compétition majeure, grâce au classement ou à la réalisation des minima (automatic qualifier) - q : Qualifié au prochain tour (ou à la prochaine compétition), lors d'une compétition majeure, grâce au repêchage ou à la réalisation de l'une des meilleures performances parmi celles des « non qualifiés directement » (grâce au meilleur temps ou à la meilleure distance par exemple) (secondary qualifier) | |                                                                               |                                                                                         |

### Femmes
| Épreuves | Or                                                                                               | Argent                                                                 | Bronze                                                                                 |
| --- | ------------------------------------------------------------------------------------------------ | ---------------------------------------------------------------------- | -------------------------------------------------------------------------------------- |
| 100 m | Viktoriya Zyabkina 11 s 23                                                                       | Shimayra Williams 11 s 46                                              | Elena Kozlova 11 s 47                                                                  |
| 200 m | Viktoriya Zyabkina 22 s 77 (PB)                                                                  | Akeyla Mitchell 22 s 95 (PB)                                           | Dallas Sabrina 23 s 24 (PB)                                                            |
| 400 m | Justine Palframan 51 s 27                                                                        | Małgorzata Hołub 51 s 93                                               | Yang Huizhen 51 s 98                                                                   |
| 800 m | Angela Petty 1 min 59 s 06                                                                       | Simoya Campbell 1 min 59 s 26                                          | Fabienne Kohlmann 1 min 59 s 54                                                        |
| 1 500 m | Docus Ajok 4 min 18 s 53                                                                         | Gabriela Maria Stanford 4 min 19 s 27                                  | Kristina Ugarova 4 min 19 s 78                                                         |
| 5 000 m | Kristiina Mäki 16 min 3 s 29                                                                     | Camille Buscomb 16 min 3 s 72                                          | Darya Maslova 16 min 4 s 09                                                            |
| 10 000 m | Alla Kuliatina 32 min 52 s 27                                                                    | Gulshat Fazlitinova 32 min 55 s 35                                     | Zhang Yingying 32 min 56 s 60                                                          |
| Semi-marathon | Zhang Yingying 1 h 15 min 6 s                                                                    | Nanako Kanno 1 h 15 min 24 s                                           | Ayumi Uehara 1 h 15 min 35 s                                                           |
| Semi-marathon par équipes | Japon 3 h 47 min 8 s                                                                             | Chine 3 h 55 min 15 s                                                  | Turquie 3 h 55 min 36 s                                                                |
| 100 m haies | Danielle Williams 12 s 78                                                                        | Nina Morozova 12 s 83                                                  | Michelle Jenneke 12 s 94                                                               |
| 400 m haies | Joanna Linkiewicz 55 s 62                                                                        | Emilia Ankiewicz 56 s 55                                               | Irina Takuntceva 56 s 57                                                               |
| 3 000 m steeple | Ekaterina Sokolenko 9 min 25 s 77 (CR)                                                           | Natalia Vlasova 9 min 35 s 99 (SB)                                     | Özlem Kaya 9 min 37 s 79                                                               |
| 4 × 100 m | Kazakhstan Anastasiya Tulapina Svetlana Ivanchukova Yuliya Rakhmanova Viktoriya Zyabkina 44 s 28 | États-Unis Ana Holland Kylie Price Jade Barber Nataliyah Friar 44 s 95 | Thaïlande Supawan Thaipat Phensri Chairoek Tassaporn Wannakit Khanrutai Pakdee 45 s 03 |
| 4 × 400 m | Pologne Małgorzata Hołub Monika Szczęsna Joanna Linkiewicz Justyna Święty 3 min 31 s 98          | Russie 3 min 32 s 46                                                   | États-Unis 3 min 37 s 20                                                               |
| 20 km marche | Anisya Kirdyapkina 1 h 28 min 18 s (CR)                                                          | Marina Pandakova 1 h 29 min 52 s                                       | Hou Yongbo 1 h 32 min 42 s                                                             |
| 20 km marche par équipes | Russie 4 h 33 min 11 s                                                                           | Chine 4 h 47 min 58 s                                                  | Australie 5 h 6 min 28 s                                                               |
| Saut en longueur | Yuliya Pidluzhnaya 6,79 m                                                                        | Anna Jagaciak 6,57 m                                                   | Naa Anang 6,55 m (PB)                                                                  |
| Triple saut | Ekaterina Koneva 14,60 m                                                                         | Jenny Elbe 13,86 m                                                     | Anna Jagaciak 13,81 m (PB)                                                             |
| Saut en hauteur | Airinė Palšytė 1,84 m                                                                            | Elisabeth Boyer Madara Onuzane 1,80 m                                  | Non distribuée                                                                         |
| Saut à la perche | Li Ling 4,45 m                                                                                   | Eliza McCartney 4,40 m                                                 | Chloé Henry 4,40 m                                                                     |
| Lancer du poids | Lena Urbaniak 18,00 m (PB)                                                                       | Paulina Guba 17,94 m (PB)                                              | Brittany Ann Nicole Crew 17,27 m (PB)                                                  |
| Lancer du disque | Yuliya Maltseva 59,37 m                                                                          | Marike Steinacker 58,83 m                                              | Stefania Strumillo 58,22 m (PB)                                                        |
| Lancer du marteau | Hanna Skydan 70,67 m                                                                             | Joanna Fiodorow 69,69 m                                                | Julia Ratcliffe 67,54 m                                                                |
| Lancer du javelot | Tatsiana Khaladovich 60,45 m                                                                     | Līna Mūze 60,26 m                                                      | Irena Sediva 59,89 m                                                                   |
| Heptathlon | Anna Stephanie Maiwald 5 965 pts                                                                 | Ida Marcussen 5 865 pts                                                | Anna Petrich 5 795 pts                                                                 |
| Records et Performances - AR : Record continental (area record) - CR : Record des championnats (championship record) - MR : Record du meeting (meet record) - NR : Record national (national record) - OR : Record olympique (olympic record) - PR : Record paralympique (paralympic record) - PB : Record personnel (personal best) - SB : Meilleure performance personnelle de la saison (season's best) - WL : Meilleure performance mondiale de l'année (world leader) - WJR : Record du monde junior (world junior record) - WR : Record du monde (world record) Circonstances et Conditions - DNF : N'a pas terminé (did not finish) - DNS : N'a pas pris le départ (did not start) - DQ : Disqualification (disqualification) - NM : Aucun essai valable enregistré (No Mark) - Q : Qualifié « directement » au prochain tour (ou à la prochaine compétition), lors d'une compétition majeure, grâce au classement ou à la réalisation des minima (automatic qualifier) - q : Qualifié au prochain tour (ou à la prochaine compétition), lors d'une compétition majeure, grâce au repêchage ou à la réalisation de l'une des meilleures performances parmi celles des « non qualifiés directement » (grâce au meilleur temps ou à la meilleure distance par exemple) (secondary qualifier) |                                                                                                  |                                                                        |                                                                                        |

## Tableau des médailles
| Rang  | Nation | Or | Argent | Bronze | Total |
| ----- | ------ | -- | ------ | ------ | ----- |
| 1     |        |    |        |        |       |
| 2     |        |    |        |        |       |
| 3     |        |    |        |        |       |
| 4     |        |    |        |        |       |
| 5     |        |    |        |        |       |
| Total |        |    |        |        |       |